# Gretchen Morgan
Pour les articles homonymes, voir Morgan.
Gretchen Morgan alias Susan B. Anthony, interprétée par Jodi Lyn O'Keefe, est un personnage de fiction de la série télévisée Prison Break. Ce personnage principal de la troisième saison est un agent du Cartel, l'organisation ayant pour but de faire tomber Michael Scofield et Lincoln Burrows.

## Saison 3
Durant toute la saison 3, Gretchen Morgan est chargée de commander l'évasion du pénitencier panaméen de Sona de Michael Scofield depuis l'extérieur. Le Cartel étant responsable de l'incarcération de Michael à Sona, on découvre au début de la saison 3 que c'est dans le but que Scofield fasse évader avec lui un autre détenu nommé  James Whistler. Pour y parvenir et motiver les deux frères, Le Cartel détient en otages L.J. Burrows (le fils de Lincoln et donc le neveu de Michael) et Sara Tancredi, l'ancienne docteur (du pénitencier de Fox River) dont Michael est amoureux. Après que cette dernière se soit enfuie, Gretchen fait croire à sa mort en guise d'avertissement aux deux frères. Elle s'entretient souvent avec Lincoln pour vérifier que tout est en ordre et que Michael fait de son mieux pour s'évader.

## Saison 4
Gretchen, Whistler et Mahone travaillent ensemble pour détruire le Cartel, mais elle se fait capturer, et enlever par le Cartel. Elle réussit à s'échapper, et se rend chez sa sœur pour trouver son arme. On apprend ainsi que sa nièce est en réalité sa fille (qu'elle a eu avec le Général Krantz), mais qu'elle préfère le lui cacher. Peu après, elle trouve la trace de T-Bag qui possède le livre de Whistler, et le persuade de travailler ensemble. Dans le but d'obtenir la dernière carte, elle tente de séduire le général pour la lui voler, mais elle échoue. Elle travaille ensuite avec Lincoln, Don Self, T Bag et Mahone pour retrouver Scylla. Elle semble par ailleurs être la seule à savoir véritablement ce que Scylla contient dès le début de la quête vers cet objet.
Dans La Dernière Evasion, Gretchen est incarcérée dans la prison pour femmes du Pénitencier de Miami-Dade. Lorsque Sara y est faite prisonnière à son tour, elle l'aide à survivre en sachant que Michael la ferait s'évader. Elle lui demande en échange de faire partie de l'évasion, lui révélant qu'elle souhaite s'échapper uniquement pour offrir à sa fille un collier qu'elle a fabriqué. Elle finit par se faire arrêter par des gardes, et on ne l'aperçoit plus dans la série par la suite. Cependant, Sara ramasse le dit collier qu'elle retrouve par terre, on peut présumer qu'elle le fait parvenir plus tard à la fille de Gretchen.